# Biatlon na Zimskih olimpijskih igrah 2018
Biatlon bo na Zimskih olimpijskih igrah 2018 v Pjongčangu potekal na smučarskem kompleksu Alpensia Biathlon Centre.

## Rezultati

### Moški
| Disciplina                  | Zlato                | Srebro               | Bron                 |
| Individualno podrobnosti    | Johannes Thingnes Bø | Jakov Fak            | Dominik Landertinger |
| Sprint podrobnosti          | Arnd Peiffer         | Michal Krčmář        | Dominik Windisch     |
| Zasledovanje podrobnosti    | Martin Fourcade      | Sebastian Samuelsson | Benedikt Doll        |
| Skupinski start podrobnosti |                      |                      |                      |
| Štafeta podrobnosti         |                      |                      |                      |

### Ženske
| Disciplina                  | Zlato           | Srebro             | Bron             |
| Individualno podrobnosti    | Hanna Öberg     | Anastasiya Kuzmina | Laura Dahlmeier  |
| Sprint podrobnosti          | Laura Dahlmeier | Marte Olsbu        | Veronika Vitkova |
| Zasledovanje podrobnosti    | Laura Dahlmeier | Anastasiya Kuzmina | Anaïs Bescond    |
| Skupinski start podrobnosti |                 |                    |                  |
| Štafeta podrobnosti         |                 |                    |                  |

### Mešana štafeta
| Disciplina          | Zlato | Srebro | Bron |
| Štafeta podrobnosti |       |        |      |

## Lestvica medalj
| # | Država | Zlato | Srebro | Bron | Skupaj |
| 1 |        | 0     | 0      | 0    | 0      |
| 2 |        | 0     | 0      | 0    | 0      |
| 3 |        | 0     | 0      | 0    | 0      |
| 4 |        | 0     | 0      | 0    | 0      |